# Монастырь Нойенцель (Ибах)
Монастырь Нойенцель (нем. Kloster Neuenzell) — бывший бенедиктинский монастырь, располагавшийся в баден-вюртембергской деревне Ибах и основанный в 1240 году братьями Гюго и Дитхельмом фон Тифенштейн — членами аристократического рода, владевшего землей в районе сегодняшнего округа Бюлах (кантон Цюрих).